# Световно първенство по бадминтон
Световното първенство по бадминтон е турнир по бадминтон, одобрен и организиран от Световната федерация по бадминтон (BWF). Турнирът е един от най-престижните в бадминтона, заедно с турнирите по бадминтон на летните олимпийски игри, въведени през 1992 г.
Турнирът стартира през 1977 г. и до 1983 г. се провежда веднъж на три години. От 1985 г. до 2005 г. турнирът се играе веднъж на всеки две години. От 2006 г. турнирът е ежегодно събитие, като през годините на летните олимпийски игри не се провежда, за да се избегнат конфликти в графика.
Световното първенство по бадминтон е провеждано най-много пъти в Копенхаген, Дания (5 пъти до 2024 г. включително), три пъти в Джакарта, Индонезия, и по два пъти в Бирмингам, Англия и Глазгоу, Шотландия. През 2025 г. първенството ще се проведе в Париж, Франция.